# Ctenosaura oaxacana
Ctenosaura oaxacana là một loài thằn lằn trong họ Iguanidae. Loài này được Köhler & Hasbun mô tả khoa học đầu tiên năm 2001.